# ياسين المعاشي
ياسين المعاشي (بالفرنسية: Yassine El Maachi)‏ هو ملاكم مغربي محترف ولد في 19 سبتمبر 1979 بالرباط.

## حياته
يعد ياسين المعاشي من أبرز الملاكمين المغاربة الدوليين. وقد اكتشف الملاكمة في سن ال 6 عاما ً من طرف أخيه الأكبر الذي كان يأخذه معه لحضور تدريبات في نادي الفتح الرباطي. وبعد ذلك بوقت قصير بدأ مسيرته في فئة الهواة في سن ال 11 عاما ً في نفس النادي. وهو الحامل للقب الشوو مان وبدأ يراكم مسيرات النصر منذ فترة التسعينيات حيث توج بلقب بطل المغرب في الملاكمة ضمن فئة الشبان في عام 1997، وعاما بعد ذلك حاز على نفس اللقب في منافسات الكبار، لينتزع بعدها بطولة المغرب في ملاكمة الهواة الكبار سنة 1990. إلا أن عدم دعوته للمشاركة في الألعاب الأولمبية الصيفية 2000 في سيدني، أجبره على اختيار مسار تنافسه بعيدا عن النخبة المغربية والجامعة الملكية المغربية للرياضة.

## الحياة الرياضية
خاض خلال مسيرته 21 نزالا، فاز في 17 وخسر في 4 بينما فاز بالضربة القاضية في 5 نزالات وقد توج بعدة ألقاب منها:
- 1997: بطل المغرب في ملاكمة الهواة.
- 1998: بطل المغرب في الفولكونتاكت.
- 1999: بطل المغرب في ملاكمة الهواة.
- 2000: بطل هولندا في ملاكمة الهواة.
- 2010: البطل العالمي المميز (وزن الويلتر).
- 2011: بطل البرايزفايتر (وزن الويلتر).

## المشاكل الصحية
بعد مسار حافل بالإنجازات، عانى هذا الملاكم من مرض نادر على مستوى الركبة حيث خضع إثرها ل6 عمليات جراحية وذلك ما بين سبتمبر 2011 ومارس 2013 من طرف أطباء القصر الملكي البريطاني، وعند تفاقم الوضع اضطر الأطباء الإنجليز لبتر ركبته ولكن بعد عدة عمليات جراحية، وفترات نقاهة مدروسة بالتدقيق، تمكن الرياضي في مايو 2013 من استعادة لياقته البدنية بعد عامين من المعاناة.

## روابط خارجية
- ياسين المعاشي على موقع بوكس ريك (الإنجليزية) (registration required)